# İkizdere
İkizdere là một huyện thuộc tỉnh Rize, Thổ Nhĩ Kỳ. Huyện có diện tích 954 km² và dân số thời điểm năm 2007 là 6034 người, mật độ 6 người/km².